# ماري وارتون
ماري وارتون (بالإنجليزية: Mary Wharton)‏ هي عالمة نبات أمريكية، ولدت في 12 أكتوبر 1912 في مقاطعة جيسامين في الولايات المتحدة، وتوفيت في 28 نوفمبر 1991.